# Péter Lékó
Péter Lékó (ur. 8 września 1979 w Suboticy) – węgierski szachista, arcymistrz od 1994 roku.

## Kariera szachowa

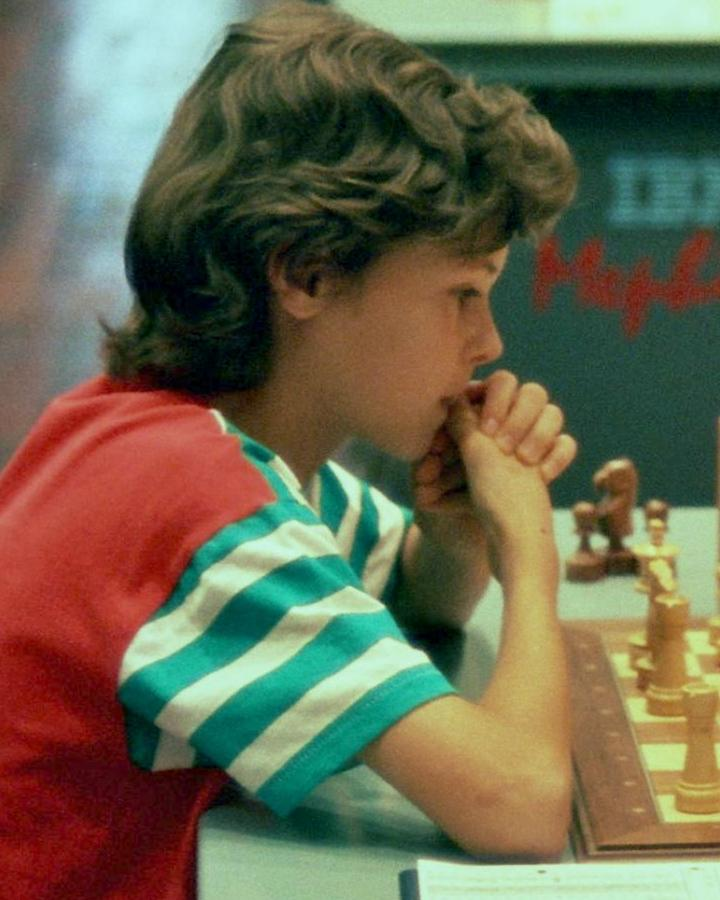
Péter Lékó, Duisburg 1992

W wieku dwunastu lat został mistrzem międzynarodowym, dwa lata później otrzymał tytuł arcymistrza. W 1996 roku zdobył tytuł mistrza świata juniorów w kategorii do 16 lat. Od połowy lat dziewięćdziesiątych jest stałym uczestnikiem prestiżowych turniejów i rozgrywek o mistrzostwo świata. Do największych jego sukcesów turniejowych należą: II m. w Tilburgu (w 1998 roku), I m. w Dortmundzie (1999 i 2002), II m. w Essen (2002), I i II m. w Linares (2003 i 2004) oraz II i I w Wijk aan Zee (2004 i 2005). W 2000 roku w meczu rozegranym w Budapeszcie pokonał ówczesnego mistrza świata FIDE, Aleksandra Chalifmana.
W 2002 roku w Dortmundzie wygrał turniej eliminacyjny w alternatywnych wobec FIDE rozgrywkach o mistrzostwo świata. Pokonał Aleksandra Morozewicza, Michaela Adamsa, Aleksieja Szyrowa i w finale Weselina Topałowa. Zwycięstwo w tym turnieju dało mu prawo do meczu finałowego z Władimirem Kramnikiem. Mecz odbył się we wrześniu i październiku 2004 roku. Przed ostatnią, czternastą rundą Lékó prowadził 7 - 6, jednak przegrał ostatnią partię. Mecz zakończył się remisem, mistrzem świata w szachach klasycznych pozostał Kramnik.
W 2006 r. zwyciężył (wraz z Rusłanem Ponomariowem i Lewonem Aronianem) w bardzo silnie obsadzonym memoriale Michaiła Tala w Moskwie. Na początku 2007 r. triumfował w Odessie w I Pucharze ACP w szachach szybkich, w finale pokonując Wasilija Iwanczuka. Wystąpił również w rozegranych w Eliście meczach pretendentów i wywalczył awans do turnieju o mistrzostwo świata w Meksyku, zajmując w nim IV m.. W 2008 r. po raz trzeci w swojej karierze zwyciężył w tradycyjnym turnieju elity Dortmunder Schachtage w Dortmundzie.
Wielokrotnie reprezentował Węgry w turniejach drużynowych, m.in.:
- ośmiokrotnie na olimpiadach szachowych (w latach 1994, 1996, 2000, 2002, 2008, 2010, 2012, 2014); trzykrotny medalista: wspólnie z drużyną – dwukrotnie srebrny (2002, 2014) oraz indywidualnie – złoty (2008 – na I szachownicy)[8],
- dwukrotnie na drużynowych mistrzostwach świata (w latach 2001, 2011)[9],
- trzykrotnie na drużynowych mistrzostwach Europy (w latach 1992, 1999, 2011); trzykrotny medalista: wspólnie z drużyną – srebrny (1999) i brązowy (2011) oraz indywidualnie – srebrny (1999 – za wynik rankingowy)[10],
- na olimpiadzie szachowej juniorów do 16 lat (w roku 1995); medalista: wspólnie z drużyną – srebrny (1995)[11].

Péter Lékó jest szachistą bardzo trudnym do pokonania, jednak w najbardziej prestiżowych turniejach wygrywa stosunkowo mało partii. Wynika to z jego skłonności do unikania nadmiernego ryzyka w grze. Od 2000 do 2010 roku stale obecny w pierwszej piętnastce listy rankingowej FIDE (najlepszy wynik (stan na wrzesień 2017): 2763 pkt w dniu 1 kwietnia 2005 r., 4. miejsce na świecie)